# Malga Nemes
La malga di Nemes (Nemesalpe, Sextneralpe e Klammbachalm in tedesco), è un gruppo di malghe situate tra il passo di Monte Croce di Comelico e il paese di Sesto, in provincia autonoma di Bolzano.

## Storia
La malga è di origini medioevali e compare col nome di «Nemes» già nella più antica documentazione relativa al convento di San Candido e alla chiesa vescovile di Frisinga, ovvero in privilegi ottoniani rispettivamente del 925 e del 974 (entrambi falsificazioni diplomatiche del XII secolo, però su base autentica del X secolo).